# Azotan ołowiu(II)
Azotan ołowiu(II), Pb(NO
3)
2 – nieorganiczny związek chemiczny, sól kwasu azotowego i ołowiu na II stopniu utlenienia.
Azotan ołowiu(II) występuje w postaci bezbarwnych kryształów lub białego proszku. Jest rozpuszczalny w wodzie (w temp. 20 °C – 52,2 g na 100g H2O), a jego roztwór ma odczyn kwasowy. Powyżej temperatury 470 °C rozkłada się na tlenki azotu i ołowiu.
Azotan ołowiu ma właściwości utleniające, dlatego należy go przechowywać z dala od materiałów palnych. Jest toksyczny. LD50 (szczur, dożylnie) wynosi 93 mg/kg. Działa drażniąco na skórę, oczy, płuca i błony śluzowe.
Ze względu na właściwości utleniające azotan ołowiu jest używany w produkcji zapałek, materiałów wybuchowych oraz w przemyśle barwników.